# 튀빙겐현

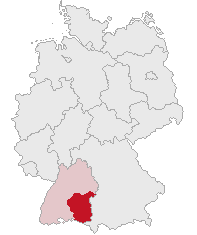
독일에서 튀빙겐 현의 위치

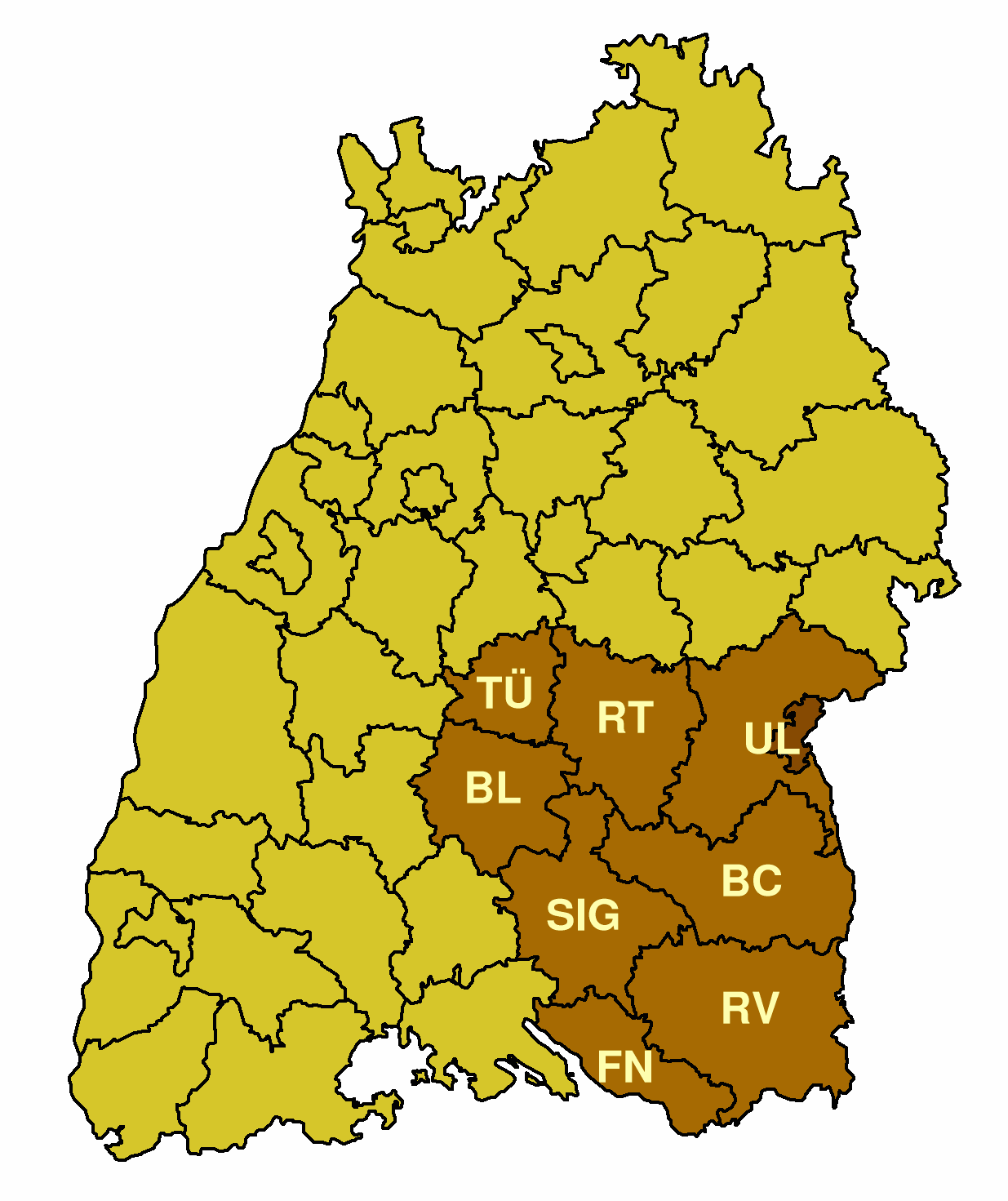
바덴뷔르템베르크 주에서 튀빙겐 현의 위치

튀빙겐현(독일어: Regierungsbezirk Tübingen)은 독일 바덴뷔르템베르크주 남동부에 위치한 현(Regierungsbezirk)으로 현도는 튀빙겐이며 면적은 8,917.82km2, 인구는 1,811,202명(2011년 기준), 인구 밀도는 200명/km2이다. 8개 군(Landkreise), 1개 시(Kreisfreie Städte)를 관할한다.

## 하위 행정 구역

### 군(Landkreise)
1. 알프도나우군(Alb Donau)
2. 비베라흐군(Biberach)
3. 보덴제군(Bodensee)
4. 라펜스부르크군(Ravensburg)
5. 로이틀링겐군(Reutlingen)
6. 지크마링겐군(Sigmaringen)
7. 튀빙겐군(Tübingen)
8. 촐러날프군(Zollernalbkreis)

### 시(Kreisfreie Städte)
1. 울름 시(Ulm)